# Lindenhorst
Lindenhorst, Dortmund-Lindenhorst (dolnoniem. Linnenhoarst) – dzielnica miasta Dortmund w Niemczech, w kraju związkowym Nadrenia Północna-Westfalia, w okręgu administracyjnym Eving.